# Zentralwohlfahrtsstelle der Juden in Deutschland
Die Zentralwohlfahrtsstelle der Juden in Deutschland e. V. (ZWST) ist als Wohlfahrtsverband eines von sechs Mitgliedern der Bundesarbeitsgemeinschaft der freien Wohlfahrtspflege (BAGFW). Ihr Sitz ist Frankfurt am Main.

## Aufgaben und Struktur
Die ZWST vertritt auf dem Gebiet der sozialen Wohlfahrt die jüdischen Landesverbände, die jüdischen Gemeinden und den jüdischen Frauenbund. Sie bildet den Zusammenschluss der jüdischen Wohlfahrtspflege in Deutschland und ist ihre Spitzenorganisation. Rund 120 Mitarbeiter und Mitarbeiterinnen gehören zum festen Stab des Verbandes, dazu kommen freie Kräfte und zahlreiche ehrenamtliche Unterstützer. Das verbandsspezifische Leitbild der ZWST ergibt sich aus dem hebräischen Begriff der Zedaka, dem sozial-religiösen Verständnis der Wohltätigkeit, das im Judentum als „Mizwa“ gilt (hebr. für religiöses Gebot, verdienstvolle Handlung). Die organisierte jüdische Sozialarbeit steht auf der Basis einer religionsgesetzlich verankerten Wohltätigkeit.
Die ZWST unterstützt jüdische Gemeinden beim Auf- und Ausbau einer stabilen Infrastruktur und bietet ein vielfältiges generationenübergreifendes Angebot. Dazu gehört eine stetige Erweiterung und Professionalisierung des sozial-integrativen Beratungs-, Betreuungs- und Fortbildungsangebotes der ZWST:
- Professionalisierung der sozialen Arbeit in den Gemeinden
- Beratung und Unterstützung besonders benachteiligter Zielgruppen
- Nachwuchsförderung in den jüdischen Gemeinden, Stärkung der Jugendarbeit
- Förderung der langfristigen Integration und Teilhabe aller Zuwanderergenerationen
- Stärkung der Vernetzung in der jüdischen Gemeinschaft
- Stärkung einer jüdischen Identität, Vermittlung eines lebendigen Judentums

Die Einrichtungen der ZWST
- Hauptgeschäftsstelle in Frankfurt am Main
- Freizeit- und Bildungsstätte „Max-Willner-Heim“ in Bad Sobernheim
- Kurheim „Eden-Park“ in Bad Kissingen

- Zweigstellen in Berlin, Dresden, Schwerin, Rostock und Wismar
- Beratungsstelle in Potsdam, Integrationszentrum „Kibuz“ in Potsdam
- Kunstatelier „Omanut“ in Berlin
- Kompetenzzentrum für Prävention und Empowerment in Berlin
- Treffpunkt für Überlebende der Shoah in Frankfurt am Main

Die wesentlichen Förderer und Kooperationspartner der ZWST sind das Bundesministerium für Familie, Senioren, Frauen und Jugend, die Deutsche Fernsehlotterie, die Glücksspirale, die Aktion Mensch, die Stiftung Erinnerung, Verantwortung und Zukunft (EVZ) und der Zentralrat der Juden in Deutschland.

### Jugendreferat
Zur Arbeit des Jugendreferats gehört die Unterstützung und Förderung der jungen jüdischen Generation:
- Aus- und Fortbildungsreihen für Jugendliche für ein Engagement in den jüdischen Gemeinden (z. B. Leitung eines Jugendzentrums), Ausbildung von Jugendbetreuern (hebr.: „Madrichim“) und Jugendleitern (hebr.: „Roshim“)
- Organisation von Ferienfreizeiten (hebr.: „Machanot“) für unterschiedliche Altersgruppen in Bad Sobernheim, Italien, Spanien und Israel. In den Seminarreihen für Madrichim wird den Teilnehmern vermittelt, professionelle Programme im Rahmen der Machanot zu organisieren und Verantwortung zu übernehmen.
- Organisation eines spezifischen Angebotes für junge Erwachsene (Projekt 18+)
- Organisation eines spezifischen Angebotes für junge Familien
- Angebote des Pädagogischen Zentrums (Print- und Audiovisuelle Medien, Online-Portal Hadracha, Talmud Israeli)

Darüber hinaus organisiert die ZWST weitere Veranstaltungen und Seminare für die Vernetzung, Stärkung und Weiterbildung der jungen jüdischen Generation. Ein Beispiel ist der von der ZWST 2002 initiierte Musikwettbewerb Jewrovision, der sich am Eurovision Song Contest orientiert.

### Sozialreferat
Zur Arbeit des Sozialreferates gehört die Förderung interkultureller und sozialer Kompetenzen in jüdischen Zusammenhängen:
- Aus- und Fortbildungen für Sozialarbeiter und Sozialbetreuer (allgemeine Seminarreihen, Ausbildung von Demenzbegleitern, Förderung der psycho-sozialen Beratung)
- Fortbildung von Multiplikatoren, Förderung von Kontakt und Austausch der Sozialabteilungen jüdischer Gemeinden
- Förderung des Ehrenamtes (Seniorenklubs, Tanz, Koschere Küche, Chewra Kadischa, Bikkur Cholim)
- Seniorenarbeit (Organisation von Bildungsaufenthalten im Kurheim „Eden-Park“, Förderung des Ehrenamtes, Angebote für Menschen mit Demenz und ihre Angehörigen)
- Beratung und Betreuung von Überlebenden des Holocaustes, Unterstützung von „Treffpunkten“ in den jüdischen Gemeinden, Organisation von internationalen Fachtagungen
- Inklusionsprojekt „Gesher“: Angebote für Menschen mit Behinderung und ihre Angehörigen
- Migrationsberatung für Erwachsene (MBE)
- Die ZWST fungiert als Zentralstelle des Bundesfreiwilligendienstes (BFD). Das Sozialreferat koordiniert und unterstützt den Einsatz von Bundesfreiwilligen und organisiert die pädagogische Begleitung.

Referatsübergreifende Angebote und Projekte
- Die ZWST koordiniert den Deutsch-Israelischen Freiwilligendienst (DIFD)
- Die ZWST leistet humanitäre Hilfe im Rahmen des Bündnisses „Aktion Deutschland Hilft“
- Die ZWST unterstützt die Flüchtlingshilfe in Deutschland und international in Zusammenarbeit mit ihrer Partnerorganisation IsraAID

## Geschichte
Die ZWST wurde 1917 in Berlin als Zentralwohlfahrtsstelle der deutschen Juden gegründet, um als Dachverband die vielfältigen sozialen Einrichtungen und Wohlfahrtsorganisationen der jüdischen Gemeinschaft zu koordinieren. Den äußeren Anstoß gab Bertha Pappenheim (1859–1936), seit 1904 die Gründerin und Vorsitzende des Jüdischen Frauenbundes. Zur Zeit des Nationalsozialismus wurde die ZWST 1939 zwangsweise aufgelöst. (Zur jüdischen Wohlfahrtspflege in dieser Zeit siehe: Zehnte Verordnung vom 4. Juli 1939.)
Im Jahre 1951 wurde der Verband unter seinem heutigen Namen Zentralwohlfahrtsstelle der Juden in Deutschland (ZWST) in Frankfurt am Main wiedergegründet – in erster Linie um die Not der Überlebenden des Holocaust zu lindern. Die ZWST begann ihre Arbeit buchstäblich als Ein-Mann-Betrieb. Die Männer der „ersten Stunde“ waren Berthold Simonsohn, Max Willner und Alfred Weichselbaum, die nacheinander die Leitung der ZWST innehatten, langjähriger Vorsitzender war Heinz Galinski von 1961 bis 1989.
1953 wurde das Sozialreferat der ZWST errichtet, kurze Zeit später das Jugendreferat. Ziel der Arbeit war vor allem der Neuaufbau der jüdischen Gemeinschaft in Deutschland. Da den kleineren jüdischen Gemeinden nur wenige ausgebildete Sozialarbeiter zur Verfügung standen, musste die ZWST von Anfang an zur Qualifizierung der Mitarbeiter der Gemeinden beitragen. Bis heute ist die Aus- und Fortbildung im sozialen Bereich einer der Schwerpunkte der ZWST.
Nach dem Mauerfall im Jahr 1989 hat sich die Aufgabenstellung und Struktur der ZWST durch die Zuwanderung der Juden aus der ehemaligen Sowjetunion sehr gewandelt. Heute gehört die Integration jüdischer Zuwanderer zum zentralen Aufgabengebiet der ZWST.
Seit September 2016 kooperiert die ZWST mit der Recherche- und Informationsstelle Antisemitismus in Berlin.

## Die Ausstellung100 Jahre ZWST
Aus Anlass des 100-jährigen Bestehens der ZWST wurde 2017 die Ausstellung 100 Jahre ZWST – Führende Persönlichkeiten aus 100 Jahren konzipiert. Dabei wurden u. a. auch 33 Schlüsselpersonen der ZWST mit einem charakteristischen Zitat sowie biografischen Anmerkungen zu ihrem Leben und Handeln jeweils mit einem eigenen Plakat gewürdigt. Die Sozialpädagogin Sabine Hering meinte dazu: „Die Ausstellung will anhand dieser maßgeblichen Personen die gesamte Entwicklung des ZWST in guten und in schlechten Zeiten darstellen.“ Die Ausstellung war als Wanderausstellung ausgelegt. Der Kölner Bürgermeister Andreas Wolter meinte, dass die Ausstellung „eindrucksvoll die Verankerung der ZWST in der Gesellschaft zeigt.“ Ferner betonte er: „In Zeiten, in denen so viel Antisemitismus aufkeimt, müssen wir zusammenstehen und solidarisch sein.“ Im Februar 2018 wurde die Ausstellung erstmals auch in einer jüdischen Gemeinde gezeigt, im Gemeindesaal der Synagogen-Gemeinde Köln.

## Leitung (unvollständig)
| Präsident                         | Direktor                                        |
| 1926–1939 Leo Baeck               | 1917–1926 Jacob Segall (Geschäftsführer)        |
|                                   | 1927–1934 Friedrich Ollendorf (Geschäftsführer) |
| Jeanette Wolff (Ehrenvorsitzende) |                                                 |
|                                   | 1951–1961 Berthold Simonsohn                    |
|                                   | 1960–1979 Max Willner                           |
| 1961–1989 Heinz Galinski          | 1979–1984 Alfred Weichselbaum                   |
| 1989–2000 Paul Spiegel            | 1987–2017 Benjamin Bloch                        |
| seit 2000 Abraham Lehrer          | seit 2017 Aron Schuster                         |

## Publikationen
- Franz Goldmann: Tod und Todesursachen unter den Berliner Juden. Reichsvertretung der Juden in Deutschland; Abteilung: Zentralwohlfahrtsstelle, Berlin 1937, DNB 993187633.
- Führer durch die jüdische Wohlfahrtspflege in Deutschland. Hrsg.: Zentralwohlfahrtsstelle der deutschen Juden. Ausgabe April 1928, OCLC 246193851. Bearb. von Bella Schlesinger. Vorwort Baeck.
- Max Kreutzberger: Wohlfahrtspflege und Sozialpolitik. Ein Führer durch die wichtigsten deutschen Gesetze zum Handgebrauch für die jüdische Wohlfahrtspflege. (= Schriften der Zentralwohlfahrtsstelle der deutschen Juden. 3). Zentralwohlfahrtsstelle der deutschen Juden, Berlin 1929, OCLC 42022104.[5]
- Bertold Scheller: Die Zentralwohlfahrtsstelle. Der jüdische Wohlfahrtsverband in Deutschland. Eine Selbstdarstellung. Hrsg., Verlag Zentralwohlfahrtsstelle der Juden in Deutschland, 1987.
- Führer durch die jüdische Gemeindeverwaltung und Wohlfahrtspflege in Deutschland. Hrsg., Verlag Zentralwohlfahrtsstelle der Deutschen Juden Berlin-Charlottenburg. Herstellung Ernst Cassirer, Berlin 1932–1933.
- Sandra Schönauer: »Kein 08/15-Job, sondern eine Herausforderung« Ein Interview mit Benjamin Bloch, in: Sabine Hering (Hrsg. mit Sandra Schönauer): Jüdische Wohlfahrt im Spiegel von Biographien. Schriftenreihe Geschichte der jüdischen Wohlfahrt in Deutschland, 2. Hrsg. v. Hering, Gudrun Maierhof, Ulrich Stascheit. Fachhochschulverlag, Frankfurt 2006, ISBN 3-936065-80-2, S. 102–113 (mit Foto)[6]
- 100 Jahre Zentralwohlfahrtsstelle der Juden in Deutschland (1917–2017). Brüche und Kontinuitäten. Hrsg.: Arbeitskreis Jüdische Wohlfahrt, Steinheim-Institut, ZWST. Redaktion: Sabine Hering, Harald Lordick, Gudrun Maierhof, Gerd Stecklina. Fachhochschulverlag, Frankfurt 2017, ISBN 978-3-943787-87-0.
- Shoah – Flucht – Migration. Multiple Traumatisierung und ihre Auswirkungen. Hrsg.: Zentralwohlfahrtsstelle der Juden in Deutschland (ZWST). Konzept und Redaktion: Noemi Staszewski, Doron Kiesel. Hentrich & Hentrich, Berlin 2018, ISBN 978-3-95565-260-9.
- Vom Umgang mit Verlust und Trauer im Judentum. Hrsg.: Stephan M. Probst. Deutsch/Englisch. Hentrich & Hentrich, Berlin, 2018, ISBN 978-3-95565-247-0.[7]
- Erinnern und Vergessen. Psychosoziale Arbeit mit Überlebenden der Shoah und ihren Nachkommen. Hrsg.: Zentralwohlfahrtsstelle der Juden in Deutschland (ZWST). Hentrich & Hentrich, Leipzig 2020, ISBN 978-3-95565-406-1.